# Nowa Kozia Góra
Nowa Kozia Góra – część wsi Kozia Góra w Polsce, położona w województwie łódzkim, w powiecie kutnowskim, w gminie Strzelce.
W latach 1975–1998 Nowa Kozia Góra należała administracyjnie do województwa płockiego.